# 서인도 제도

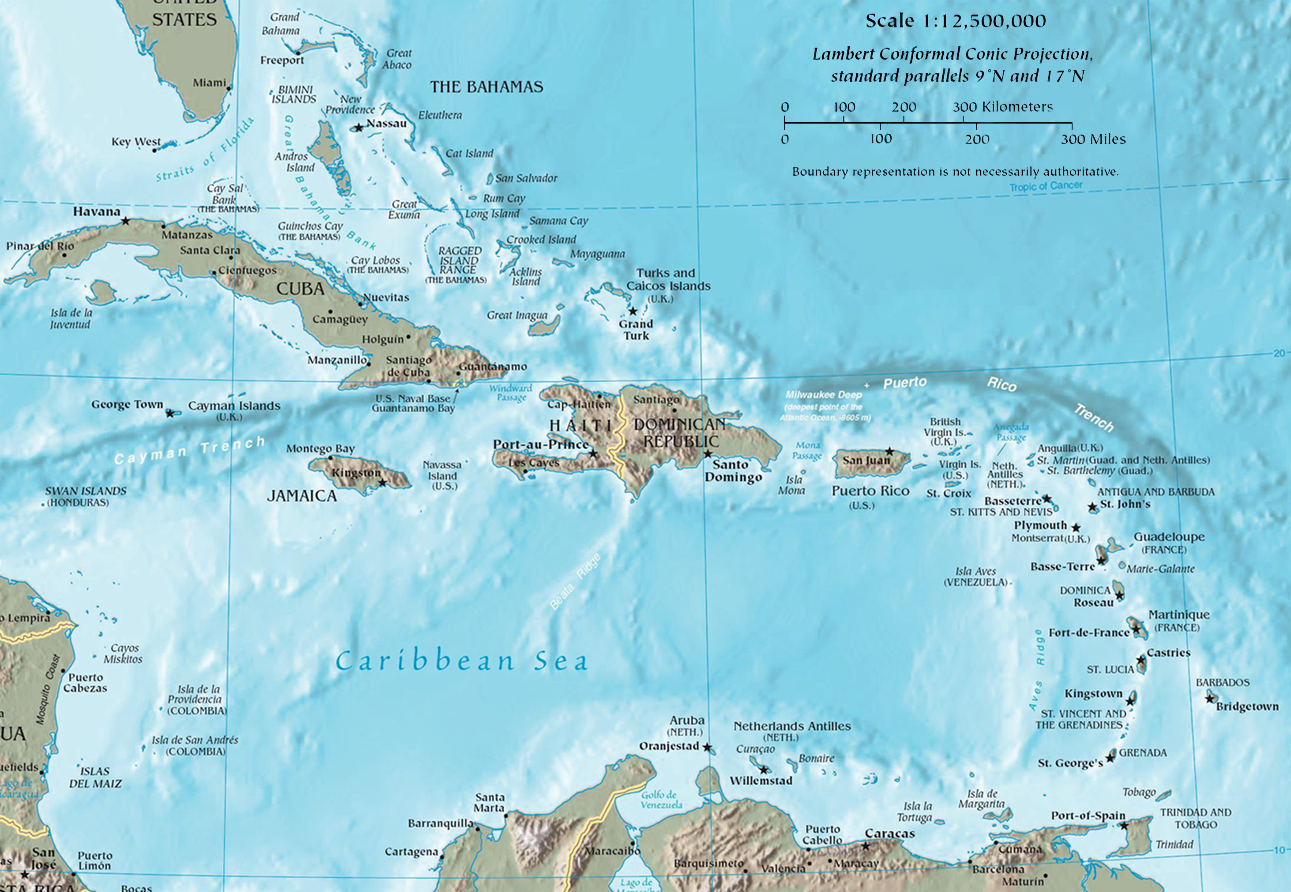
서인도 제도와 카리브 해 주변 지도

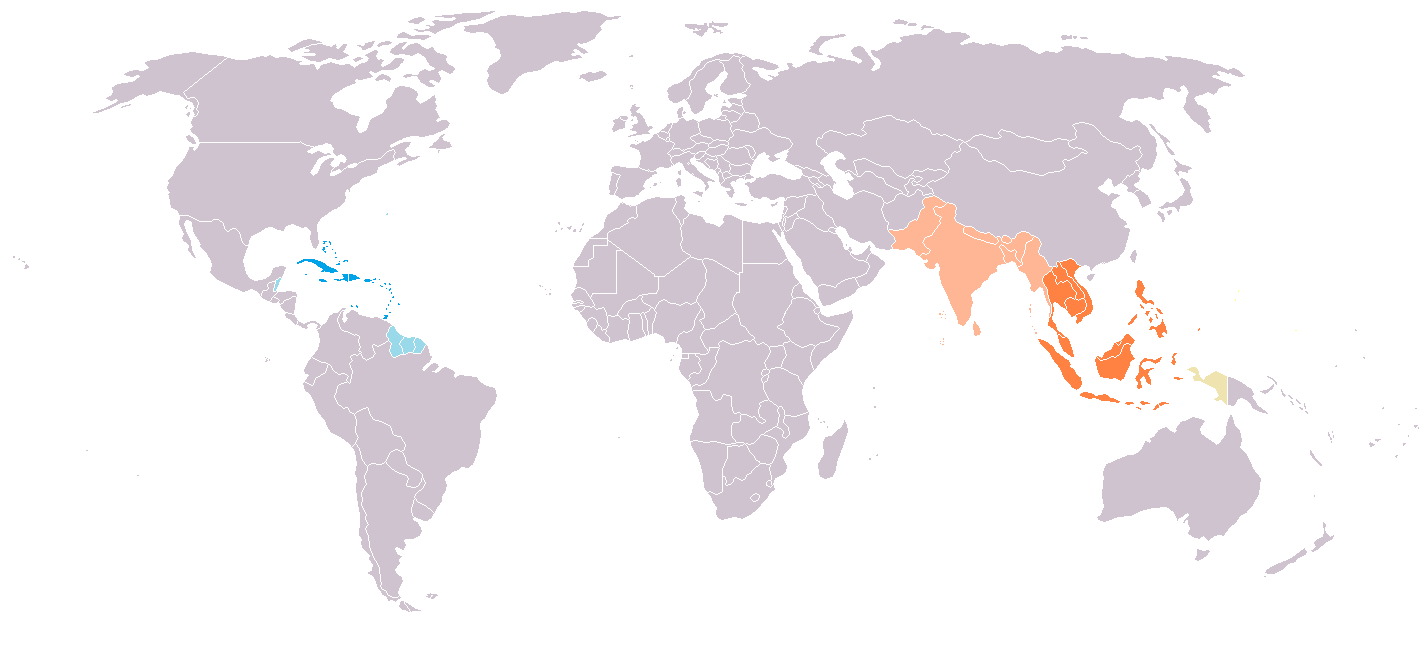
동인도
인도
인도네시아령 서뉴기니
서인도 제도
서인도에 포함시키기도 하는 나라들

서인도 제도(西印度諸島, 문화어: 서인디아 제도, 영어: West Indies, 스페인어: Indias Occidentales, 프랑스어: Indes occidentales, 네덜란드어: West-Indië)는 아메리카 대륙 카리브해와 대서양 연안 지역을 가리키는 말이다. 미국 플로리다반도 남단, 멕시코 유카탄반도 동단에서 베네수엘라 북서부 연안까지 뻗어 있으며 약 12,000개의 섬이 있고 암초, 산호초가 무수히 많으며 약 180 여개의 섬에 사람이 산다.

## 역사
서인도 제도라는 이름은 1492년 크리스토퍼 콜럼버스가 산살바도르섬에 상륙했을 때 이 곳을 인도로 오인한 데서 유래된 이름이다. 17세기에서 19세기까지 유럽이 서인도 제도에 식민지를 건설하면서 프랑스령 서인도 제도, 영국령 서인도 제도, 덴마크령 서인도 제도, 네덜란드령 안틸레스(네덜란드령 서인도 제도), 스페인령 서인도 제도 등이 만들어졌다.
1916년 덴마크는 덴마크령 서인도 제도 조약을 통해 미국에 2,500만 미국 달러를 주고 덴마크령 서인도 제도를 매각하였다. 이곳은 미국의 영토인 미국령 버진아일랜드가 되었다. 1958년부터 1962년까지 영국은 (영국령 버진아일랜드와 바하마를 제외한) 자국의 서인도 제도 영토를 재편하여 서인도 연방을 세웠다. 하지만 제한된 권한과 산적한 문제로 인해 1963년 연방이 해체되고 9개의 독립국과 4개의 영국 해외 영토로 재편되었다.

## 서인도 제도에 위치한 나라 및 지역
- 루케이언 제도
  -  바하마
  -  터크스 케이커스 제도
- 앤틸리스 제도
  - 대앤틸리스 제도
    -  자메이카
    -  쿠바
    - 히스파니올라섬
      -  도미니카 공화국
      -  아이티

    -  푸에르토리코 (미국의 자치령)
    -  케이맨 제도 (영국의 속령)

  - 소앤틸리스 제도
    -  미국령 버진아일랜드
    -  영국령 버진아일랜드
    -  앵귈라 ( 영국령)
    - 세인트마틴 섬
      -  프랑스령 생마르탱
      -  신트마르턴 ( 네덜란드령)

    -  프랑스령 생바르텔레미 섬
    -  신트외스타티위스섬 ( 네덜란드령)
    -  세인트키츠 네비스
    -  앤티가 바부다
      - 레돈다섬 ( 앤티가 바부다령)

    -  프랑스령 과들루프
    -  몬트세랫 ( 영국령)
    -  도미니카 연방
    -  프랑스령 마르티니크
    -  세인트루시아
    -  바베이도스
    -  세인트빈센트 그레나딘
    -  그레나다
    -  아루바 ( 네덜란드령)
    -  보네르섬 ( 네덜란드령)
    -  사바섬 ( 네덜란드령)
    -  퀴라소 ( 네덜란드령)
    -  트리니다드 토바고

## 같이 보기
- 카리브 공동체